# Kastanienwäldchen

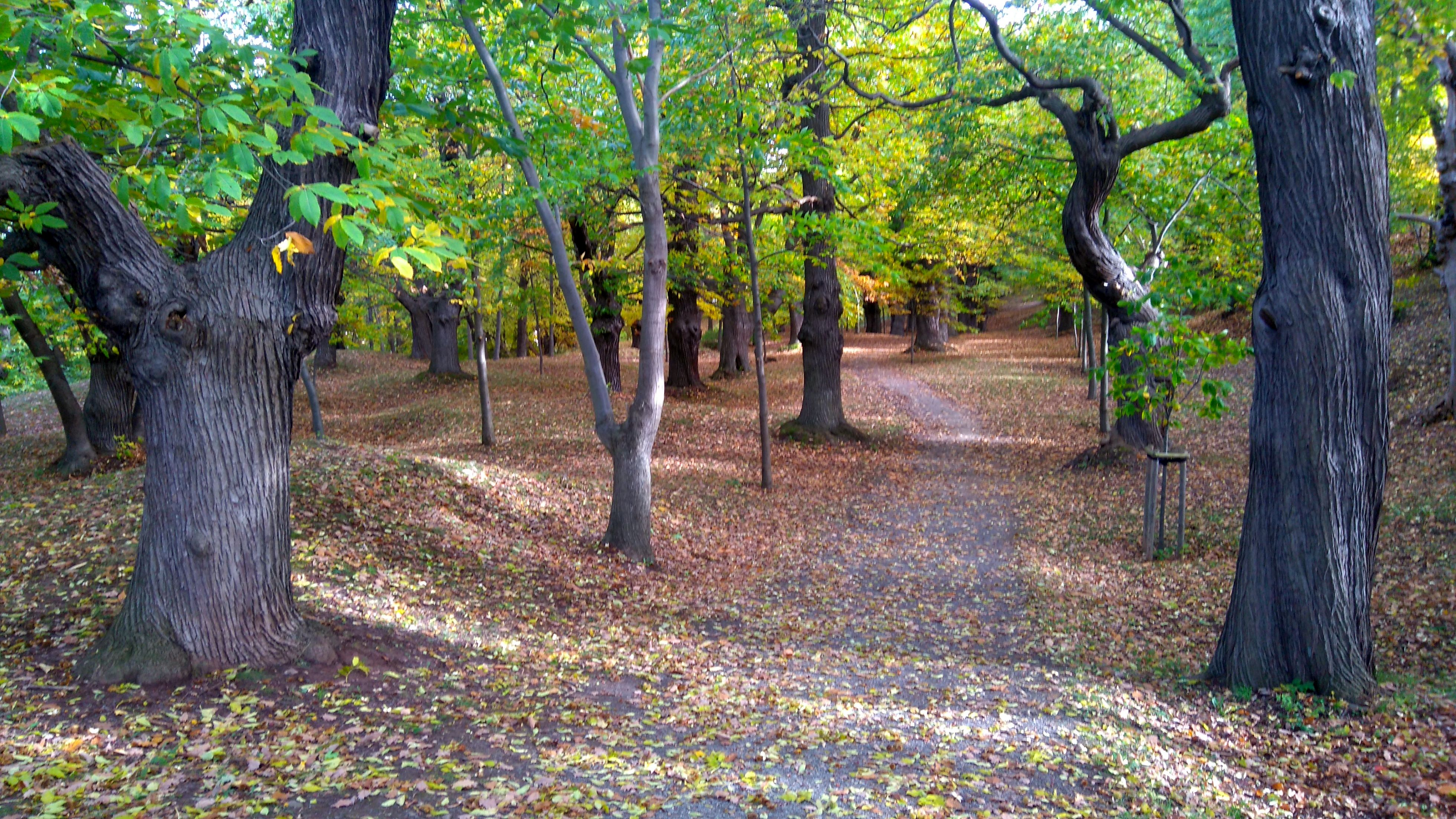
Im Kastanienwäldchen

Das Kastanienwäldchen ist ein Naturdenkmal in Wernigerode im Landkreis Harz.
Es liegt etwa 300 Meter östlich des Lustgartens unterhalb von Schloss Wernigerode. Beim Kastanienwäldchen handelt sich um eine Pflanzung von Esskastanien (Castanea sativa) auf einer Fläche von ca. 1,7 Hektar, die auf Veranlassung von Graf Christian Friedrich zu Stolberg-Wernigerode 1790 angelegt wurde. Damals ließ der Graf 190 achtjährige Kastanienbäume auf einem wüsten, den Ost- und Nordwinden ganz ausgesetzten Stück Land auf einer mäßigen Anhöhe anpflanzen. Noch heute findet man aus dieser Anfangsphase an die 100 inzwischen stattlich gewachsene Bäume. 
Im Jahr 1811 wurden 26 Zentner Esskastanien aus diesem Wäldchen geerntet, die den großen italienischen Maronen an Größe und Süßigkeit des Geschmacks nicht nachstanden. Allerdings haben die Früchte den Nachteil, dass sie rasch zusammenschrumpfen und daher frisch verzehrt werden müssen.
Da sich der Standort trotz seiner Nordhanglage offenbar als klimatisch günstig erwies, wurden um die Jahre 1816 und 1842 sowie später weitere Pflanzungen vorgenommen. 
Graf Henrich zu Stolberg-Wernigerode belieferte mehrmals die Tafel des preußischen Kronprinzen mit Esskastanien aus Wernigerode. 
Das Wernigeröder Kastanienwäldchen ist das nördlichste zusammenhängende Esskastanien-Vorkommen Mitteleuropas und gilt als dendrologische Kostbarkeit. Wegen seiner schmackhaften Früchte (Maronen) erfreut es sich alljährlich im Herbst des Besuches zahlreicher Bewohner der Stadt.